# Nybro
Nybro je grad u istočnome dijelu južne Švedske u sastavu županije Kalmar.

## Stanovništvo
Prema podacima o broju stanovnika iz 2005. godine u gradu živi 12.598 stanovnika.

## Vanjske poveznice
- Službena stranica grada

### Ostali projekti
|  | Zajednički poslužitelj ima još gradiva o temi Nybro |